# Euglypta aterrima
Euglypta aterrima är en skalbaggsart som beskrevs av Miksic 1979. Euglypta aterrima ingår i släktet Euglypta och familjen Cetoniidae. Inga underarter finns listade i Catalogue of Life.